# 境内
境内（けいだい）とは、神社・寺院・教会などの宗教施設が占有している土地のこと。境内地。
境内の定義は様々で、例えば、全ての占有地を境内と呼ぶとは限らず、神域として他から区別している敷地のみを境内と呼ぶこともある。飛地境内のことを境外（けいがい）と呼ぶこともある。
また、法律用語での境内地（けいだいち）とは宗教法人が宗教活動に用いるための土地のことである。宗教法人法によって規定されている。

## 法律上の規定
境内地の規定が書かれている宗教法人法 第三条を以下に記載する。
第三条 この法律において「境内建物」とは、第1号に掲げるような宗教法人の前条に規定する目的のために必要な当該宗教法人に固有の建物及び工作物をいい、「境内地」とは、第2号から第7号までに掲げるような宗教法人の同条に規定する目的のために必要な当該宗教法人に固有の土地をいう。 
1. 本殿、拝殿、本堂、会堂、僧堂、僧院、信者修行所、社務所、庫裏、教職舎、宗務庁、教務院、教団事務所その他宗教法人の前条に規定する目的のために供される建物及び工作物（附属の建物及び工作物を含む）
2. 前号に掲げる建物又は工作物が存する一画の土地（立木竹その他建物及び工作物以外の定着物を含む。以下この条において同じ）
3. 参道として用いられる土地
4. 宗教上の儀式行事を行うために用いられる土地（神せん田（神饌田）、仏供田、修道耕牧地等を含む）
5. 庭園、山林その他尊厳又は風致を保持するために用いられる土地
6. 歴史、古記等によつて密接な縁故がある土地
7. 前各号に掲げる建物、工作物又は土地の災害を防止するために用いられる土地